# HMS Royal Oak (08)
L'HMS Royal Oak va ser un cuirassat classe Revenge de la Royal Navy britànica. Botat el 1914 i completat el 1916, entrà en acció per primera vegada a la batalla de Jutlàndia. En temps de pau serví a l'Atlàntic i a les flotes de la Mediterrània i de les aigües territorials britàniques, essent objecte d'atacs accidentals en més d'una ocasió. El vaixell va atraure l'atenció del món el 1928 quan els seus oficials d'alt rang van ser sotmesos a una cort marcial en un procés molt controvertit. Els intents per modernitzar el Royal Oak durant els seus 25 anys de carrera no van poder solucionar la seva manca de velocitat, i a l'inici de la Segona Guerra Mundial ja no estava destinat a la primera línia de combat.
La nit del 14 d'octubre de 1939 el cuirassat estava ancorat a Scapa Flow, un fondejador a les illes Orcades, al nord d'Escòcia, quan va ser torpedinat i enfonsat pel submarí alemany U-47. Dels seus 1.234 tripulants, entre els quals hi havia molts menors d'edat, 833 van morir aquella nit o a causa de les ferides. La pèrdua del vell cuirassat (el primer dels 5 cuirassats i creuers de batalla de la Royal Navy perduts en el transcurs de la II Guerra Mundial) amb prou feines va afectar la superioritat de la marina britànica i dels seus Aliats, però l'efecte sobre la moral en temps de guerra va ser considerable. L'atac convertí immediatament en una celebritat i en un heroi de guerra a Alemanya el comandant del submarí, el Korvettenkapitän Günther Prien, que es convertí en el primer oficial de submarins en ser condecorat amb la Creu de Cavaller de la Creu de Ferro. Pels britànics, l'atac a Scapa Flow del Royal Oak demostrà que els alemanys podien portar la guerra naval a les seves pròpies aigües, i la impressió causada va tenir com a efecte immediat el reforç de la seguretat portuària.
El cuirassat reposa actualment a uns 30 metres de fondària, gairebé bolcat, i amb el seu casc a només 5 metres de la superfície. Les restes del Royal Oak estan declarades com a cementiri de guerra, i en una cerimònia anual per recordar la pèrdua, els submarinistes de la Royal Navy col·loquen el pavelló de Sant Jordi sobre la popa submergida del vaixell. El buceig entre les restes del naufragi està totalment prohibida a submarinistes no autoritzats.

## Construcció
Entre 1913 i 1914 l'Almirallat ordenà la classe Revenge, formada per cinc cuirassats: el HMS Ramillies, el Resolution, el Revenge, el Royal Sovereign i el Royal Oak. Aquesta classe pretenia ser una versió impulsada per carbó més barata, i també més petita i lenta que no pas els super-cuirassats classe Queen Elizabeth propulsats per fuel-oil. El disseny, aparentment un pas enrere tecnològic, va ser en part una resposta davant dels temors que una dependència del petroli, que era majoritàriament importat, pogués deixar paralitzada a aquesta classe en cas d'un bloqueig marítim. El carbó d'alta qualitat, per contra, es trobava en abundància, i el subministrament domèstic estava garantit. A més, en contrast amb l'«Esquadró ràpid» Queen Elizabeth, els clase Revenge estaven destinats a ser les naus més artillades de la línia de batalla. El Royal Oak i els seus vaixells germans van ser els primers grans vaixells de la Royal Navy el disseny dels quals va ser supervisat pel recentment nomenat Director de Construcció Naval, sir Eustace Tennyson d'Eyncourt.

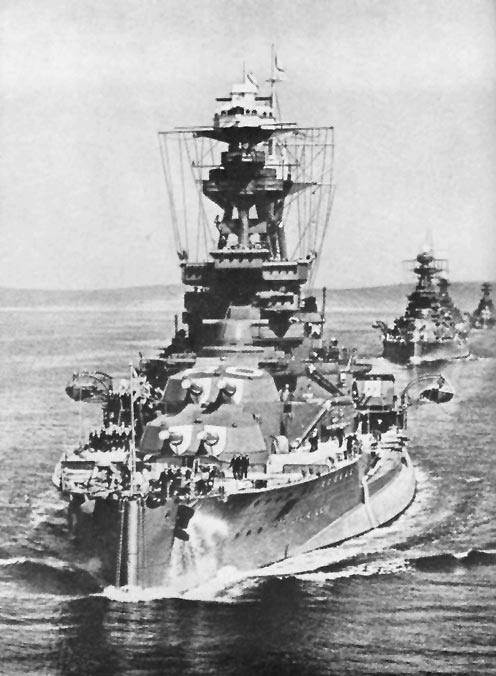
El Royal Oak vist per proa.

El Royal Oak, quart cuirassat de la seva classe va ser posat en grada a les drassanes HMNB Devonport el 15 de gener de 1914. Preocupats per les limitacions de rendiment del carbó i, havent-se assegurat el subministrament de petroli mitjançant un nou contracte amb la Anglo-Persian Oil Company, el Primer Lord del Mar Jackie Fisher rescindí la decisió de l'ús del carbó a l'octubre de 1914. Encara en construcció, el Royal Oak va ser redissenyat per a incorporar un nou sistema de propulsió format per 18 calderes “Yarrow” i quatre turbines de vapor “Parsons”, conduïdes directament a quatre hèlix de 3 pales de 2,9 metres. El cuirassat va ser botat el 17 de novembre d'aquell any i, després del seu acondicionament, va ser posat en servei l'1 de maig de 1916 amb un cost final de 2 468 269 £. Batejat en honor del roure darrer del qual Carles II d'Anglaterra s'amagà després de la seva derrota a la batalla de Woecester el 1651, va ser el vuitè vaixell de la Royal Navy en portar aquest nom, substituint un pre-dreadnought desballestat el 1914. Mentre que era construït se li assignà temporalment el número 67.
El Royal Oak va ser remodelat entre 1922 i 1924, quan les seves defenses antiaèries van ser actualitzades amb la substitució dels seus canons QF AA de 76mm per uns QF de 100mm muntats sobre suports d'angle alt. Els sistemes de direcció de tir i els telèmetres per a les bateries principals i secundàries van ser modernitzats, i la protecció sota l'aigua millorada amb bulgues antitorpedes a ambdós costats del casc de la nau. Les cambres estanques a ambdós costats van ser dissenyades per reduir l'efecte de les explosions dels torpedes i millorar l'estabilitat, però al mateix temps s'amplià la mànega de la nau més de 4 metres.
En una breu reforma durant la primavera de 1927 se li afegiren dos nous canons AA de 100mm i angle alt i es retiraren els dos de 150mm del refugi de la coberta. El cuirassat rebé la seva darrera actualització entre 1934 i 1936, quan el seu blindatge de coberta va ser engreixat 127mm sobre el polvorí i 89mm sobre la sala de màquines. A més d'una modernització general dels sistemes de la nau, s'instal·là una catapulta per a un hidroavió d'observació i les defenses antiaèries van ser reforçades duplicant cadascun dels canons AA de 100mm i afegint un parell de canons QF Mark VIII “pompom” en dos muntatges òctuples. El pal major va ser reconstruït com un trípode per a suportat el pes d'una sala de recerca per radiodirecció i una segona estació de control d'angle alt. La cuirassa extra i aquest equipament van fer del Royal Oak un dels millors equipats de la seva classe, però el pes addicional va reduir la seva velocitat diversos nusos.

## Historial

### Primera Guerra Mundial

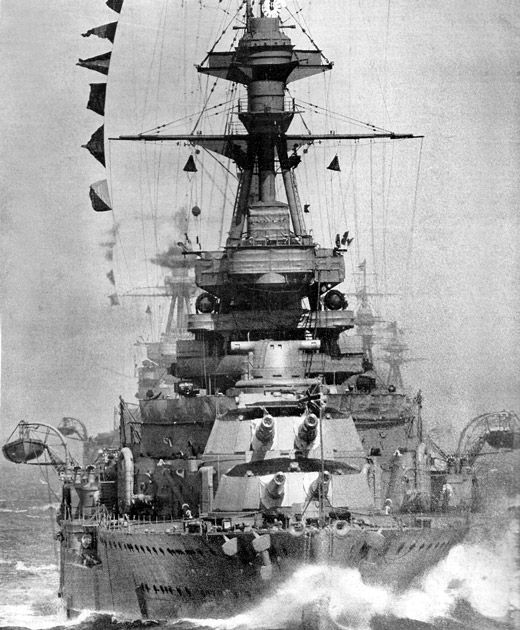
El Royal Oak durant unes maniobres al 1928

El Royal Oak entrà en servei quan ja s'havien portat gairebé dos anys des de l'inici de la Gran Guerra. Va ser assignat a la Tercera Divisió del Quart Esquadró de Batalla de la Gran Flota britànica i, durant el mateix mes en què va ser comissionat se li ordenà, com a la resta de la flota, a enfrontar-se a la Flota d'Alta Mar alemanya comandada per Reinhard Scheer a la batalla de Jutlàndia. Capitanejat per Crawford Maclachlan, el Royal Oak salpà de Scapa Flot la nit del 30 de maig en companyia dels cuirassats HMS Superb, Canada i Iron Duke, la nau insígnia de l'almirall John Jellicoe. Durant la indecisa batalla de l'endemà el Royal Oak disparà 38 projectils de 381mm i 84 de 150mm, reclamant 3 impactes en el creuer de batalla alemany SMS Derfflinger deixant fora de servei una de les seves dues torretes, i un altre impacte més sobre el creuer SMS Wiesbaden. No va patir danys propis malgrat ser travessat per foc d'artilleria en una ocasió.
Després de la batalla va ser reassignat al Primer Esquadró de Batalla. El 5 de novembre de 1918 (la darrera setmana de la guerra) va ancorar a Burntisland, al Fiord de Forth, acompanyat del portahidroavions HMS Campania (guanyador d'una Banda Blava per a la Cunard Line abans de ser reconvertit pel seu ús bèl·lic) i del creuer de batalla Glorious. Una tempesta sobtada de força 10 provocà l'arrossegament de l'àncora del Campania, que topà contra el Royal Oak primer contra el Glorious després. El Royal Oak i el Glorious patiren danys menors, però al Campania s'inundà la sala de màquines, escorant-se a popa i enfonsant-se cinc hores després, tot i que sense pèrdues humanes.
Al final de la I Guerra Mundial, el Royal Oak escortà diversos navilis de la derrotada Flota d'Alta Mar alemanya des del fiord de Forth fins al seu internament a Scapa Flow, i va estar present a una cerimònia al fiord de Pentland, un estret que separa les illes Orcades d'Escòcia, per a rebre altres vaixells.

### Període d'entreguerres

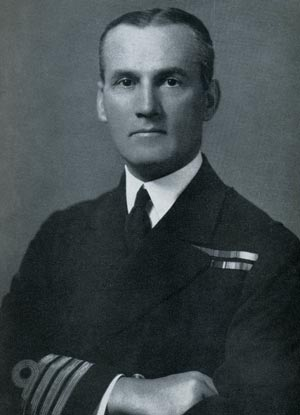
El capità Kenneth Dewar, sotmès a un consell de guerra al 1928.

La reorganització de la Royal Navy en temps de pau assignà el Royal Oak al Segon esquadró de cuirassats de la Flota de l'Atlàntic. Modernitzat durant el recondicionament de 1922-24, el 1926 va ser transferit a la Flota de la Mediterrània, amb base al Gran Port de Malta. A inicis de 1928 va tenir lloc l'incident conegut a la premsa de l'època com el “Motí del Royal Oak”. El seu origen va ser una simple disputa entre el contraalmirall Bernard Collard i dos oficials d'alt rang del Royal Oak, el capità Kenneth Dewar i el comandant Henry Daniel, sobre el suposat caos que organitzà l'orquestra d'una festa a la sala d'oficials de la nau i que derivà en una amarga desavinença personal que durà diversos mesos. Dewar i Daniel van acusar Collar de “venjatiu amb la mania de criticar”, a més de ser obertament insultant i humiliant vers ells davant els seus oficials; Collard els recriminà no seguir les ordres i tractar-lo “pitjor que a un simple guardamarina”. Quan Dewar i Daniel van escriure cartes de queixa al superior de Collard, el vicealmirall John Kelly, aquest immediatament les passà al comandant en cap, almirall Sir Roger Keyes. En adonar-se que la relació entre ambdós homes i el seu superior s'havia trencat sense remei, Keyes el rellevà dels seus càrrecs i els envià de retorn a Anglaterra, posposant un important exercici naval. La premsa es va fer ressò de la notícia, descrivint l'afer com un “veritable motí”. L'atenció pública arribà a tals nivells que fins i tot el mateix rei Jordi V convocà al Primer Lord de l'Almirallat William Bridgeman, per exigir una explicació.
Per les seves cartes de queixa Dewar i Daniel van ser acusats d'escriure documents subversius, la qual cosa causà controvèrsia a l'opinió pública britànica. En dos consells de guerra àmpliament publicitats, ambdós van ser considerats culpables i severament represos, la qual cosa portà a Daniel a dimitir de la Navy. Collard va ser criticat per la premsa i pel Parlament pels excessos de la seva conducta, i en ser denunciat per Bridgeman com a “inepte per ostentar l'alt comandament”, va ser retirat del servei. De tots tres, només Dewar continuà la seva carrera a la Navy, tot i que patí les conseqüències, car el van mantenir en comandaments menors i només va ser promogut a contraalmirall quan només li restava un any per a la jubilació. Daniel intentà fer carrera al periodisme, però quan aquesta i d'altres empreses van fracassar, desaparegué a Sud-àfrica pobre i malalt. Collard es retirà a la vida privada i mai no va parlar públicament de l'incident.
L'escàndol resultà una vergonya per a la reputació de la Royal Navy, car essent la major del món, va ser satiritzada dins i fora del Regne Unit a diaris, caricatures i fins i tot a un oratori còmic de jazz compost per Erwin Schulhoff. Conseqüència del dany d'aquest afer va ser un compromís de l'Almirallat per revisar els procediments mitjançant els quals els oficials navals podien queixar-se i presentar denúncies contra la conducta dels seus superiors.

### Guerra civil espanyola
Durant la Guerra Civil Espanyola el Royal Oak va encarregar-se de realitzar "patrulles de no-intervenció" al voltant de la península Ibèrica. En una d'aquestes patrulles, navegant a 30 milles a l'est de Gibraltar el 2 de febrer de 1937, el cuirassat va ser objecte d'un atac aeri per part de 3 avions de les Forces Aèries Republicanes. Van caure 3 bombes, dos de les quals van explotar a 3 cables (555 metres) a estribord de proa, tot i que no van causar danys. L'encarregat de negocis britànic protestà per l'incident davant del govern republicà, que va admetre l'error i va demanar disculpes. El 27 d'aquell mateix mes, mentre que es trobava a alta mar davant de València i tenia lloc un bombardeig aeri dels subllevats, va rebre accidentalment l'impacte d'un projectil antiaeri disparat des de posicions republicanes. Cinc tripulants van resultar ferits, incloent el capità T.B. Drew. En aquesta ocasió, però, els britànics no protestaren en considerar l'incident com una acció fortuïta. Al maig de 1937 el Royal Oak i el HMS Forester van escortar el SS Habana, un vaixell de línia que traslladava nens bascs refugiats cap a Anglaterra. Al juliol, quan la guerra al nord d'Espanya va tornar a ser més crua, el Royal Oak i el rescataren el vapor Gordonia quan vaixells nacionals van intentar capturar-lo prop de Santander. Malgrat tot, el 14 de juliol el Royal Oak no va poder evitar la confiscació del vaixell de càrrega britànic Molton per creuer rebel Almirante Cervera quan intentava entrar al port de Santander. Aquests mercants havien participat en l'evacuació de refugiats.
En aquesta mateixa època el Royal Oak aparegué, conjuntament amb d'altres 14 navilis de la Royal Navy, a una producció cinematogràfica. Es tractava d'un melodrama britànic de 1937 titulat Our Fighting Navy, dirigit per Norman Walker, la trama de la qual se centrava en un cop d'estat a la fictícia república sud-americana de "Bianco". El Royal Oak apareixia com el cuirassat rebel "El Mirante", el comandant del qual forçava un capità britànic a elegir entre la seva amant i el deure. La pel·lícula va rebre males crítiques, però va ser elogiada per les seves dramàtiques escenes d'acció naval.

### Segona Guerra Mundial

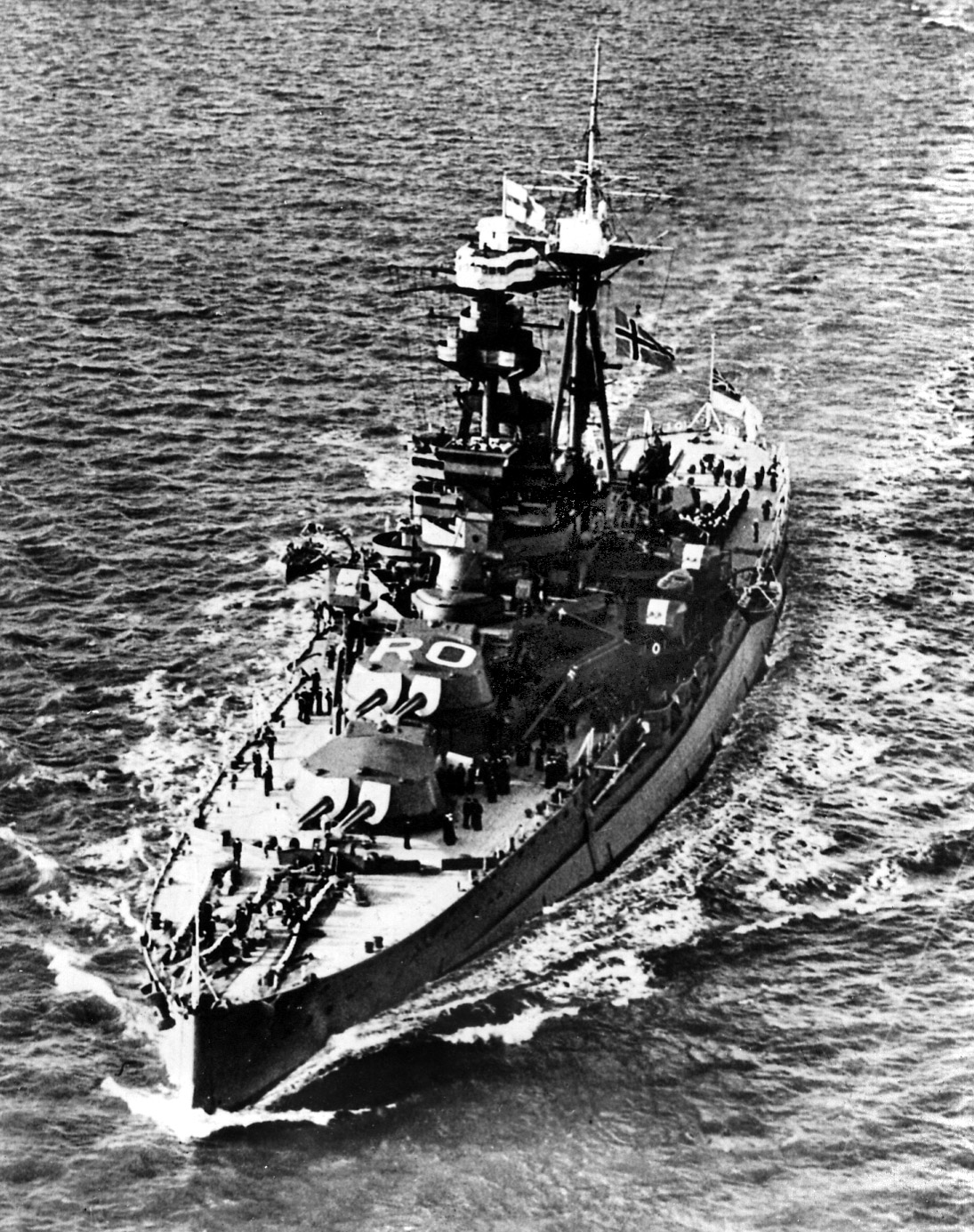
El Royal Oak durant el trasllat de la reina Maud, motiu pel qual porta la bandera de Noruega a mig pal

El 1938 el Royal Oak tornà a la Home Fleet i va ser nomenat vaixell insígnia del Segon Esquadró de Cuirassats, amb base a Portsmouth. El 24 de novembre de 1938 el Royal Oak transportà el cadàver de la reina Maud de Noruega, que havia mort a Londres, al funeral d'estat que tindria lloc a Oslo, acompanyada del seu marit, el rei Haakon VII de Noruega. Retirat del servei a la flota al desembre de 1938, al juny de l'any següent tornà a ser assignat. A finals de l'estiu de 1939 comença un curt creuer d'entrenament pel Canal de la Mànega en preparació per a un servei de 30 mesos a la Mediterrània, pel qual la seva tripulació va ser dotada anticipadament amb uniformes tropicals.; però com que es preveien les hostilitats amb l'Alemanya d'Adolf Hitler, el cuirassat va ser enviar a Scapa Flow, on es trobava fondejat quan el 3 de setembre de 1939 es declarà la guerra.
A l'octubre el Royal Oak s'uní a la recerca del cuirassat alemany Gneisenau, que havia estat enviat al mar del Nord per actuar de distracció pels britànics mentre que els cuirassats de butxaca Deutschland i Admiral Graf Spee atacaven vaixells mercants aliats. La recerca va ser infructuosa en darrera instància, particularment pel Royal Oak, car la seva velocitat màxima amb prou feines arribava als 20 nusos i era insuficient per mantenir el mateix nivell que la resta de la flota. El 12 d'octubre el Royal Oak tornà a Scapa Flow en mal estat després d'haver patit les tempestes de l'oceà Atlàntic: molts bots salvavides havien resultat malmesos i diverses armes de menor calibre havien quedat inservibles. La missió havia posat en evidència que el vell cuirassat era obsolet, car ja sumava 25 anys. Preocupats perquè com que recentment avions alemanys havien sobrevolat Scapa Flow podien patir un atac aeri, l'almirall de la Home Fleet Charles Forbes ordenà a la major part de la flota que es dispersés a ports més segurs. El Royal Oak, però, es quedà allà, doncs es pensà que les seves armes antiaèries serien útils per reforçar les escasses defenses antiaèries en aquest port de la Royal Navy a les illes Orcades.

### Enfonsament

#### Scapa Flow

Mapa de Scapa Flow.

Scapa Flow és un lloc ideal d'ancoratge. Situat al centre de l'arxipèlag de les illes Orcades, al nord d'Escòcia, és un port natural prou gran com per allotjar-hi tota la Gran Flota britànica. A més, està envoltat d'un anell d'illes separades per canals poc profunds subjectes a marees molt ràpides. L'amenaça dels submarins ja havia estat advertida, i per això durant la I Guerra Mundial ja s'havien disposat d'una sèrie de contramesures, que llavors van consistir en l'enfonsament de vaixells en passos crítics i en la creació de barreres flotants que bloquejaven el pas pels 3 canals més amplis. Aprofitant l'entrada de vaixells amics, que es realitzava amb l'ajut de remolcadors, es considerà possible, tot i que molt improbable, que un audaç comandant de submarí intentés penetrar al fondejador sense ser detectat abans que es tanqués la barrera flotant. Dos submarins ja van intentar la infiltració en temps de guerra i van fracassar: el 23 de novembre de 1914 el U-18 va encallar i la seva tripulació va ser capturada; mentre que el 28 d'octubre de 1918 el UB-116 va ser detectat pels hidròfons i va ser destruït amb tota la seva tripulació a bord.
Scapa Flow va ser el lloc d'ancoratge principal per a la Gran Flota britànica duran la major part de la I Guerra Mundial, tot i que en el període d'entreguerres aquesta funció va ser traslladada al port de Rosyth, al fiord de Forth. Scapa Flow recuperà la seva importància amb la Segona Guerra Mundial, convertint-se de nou en una important base per a les naus de la Home Fleet. Les seves defenses naturals i artificials, però, tot i que eren considerables, necessitaven reforçar-se, motiu pel qual durant les primeres setmanes de la guerra estaven en procés de millora amb la disposició de més vaixells de bloqueig.

#### Operació "Especial P": la incursió del U-47

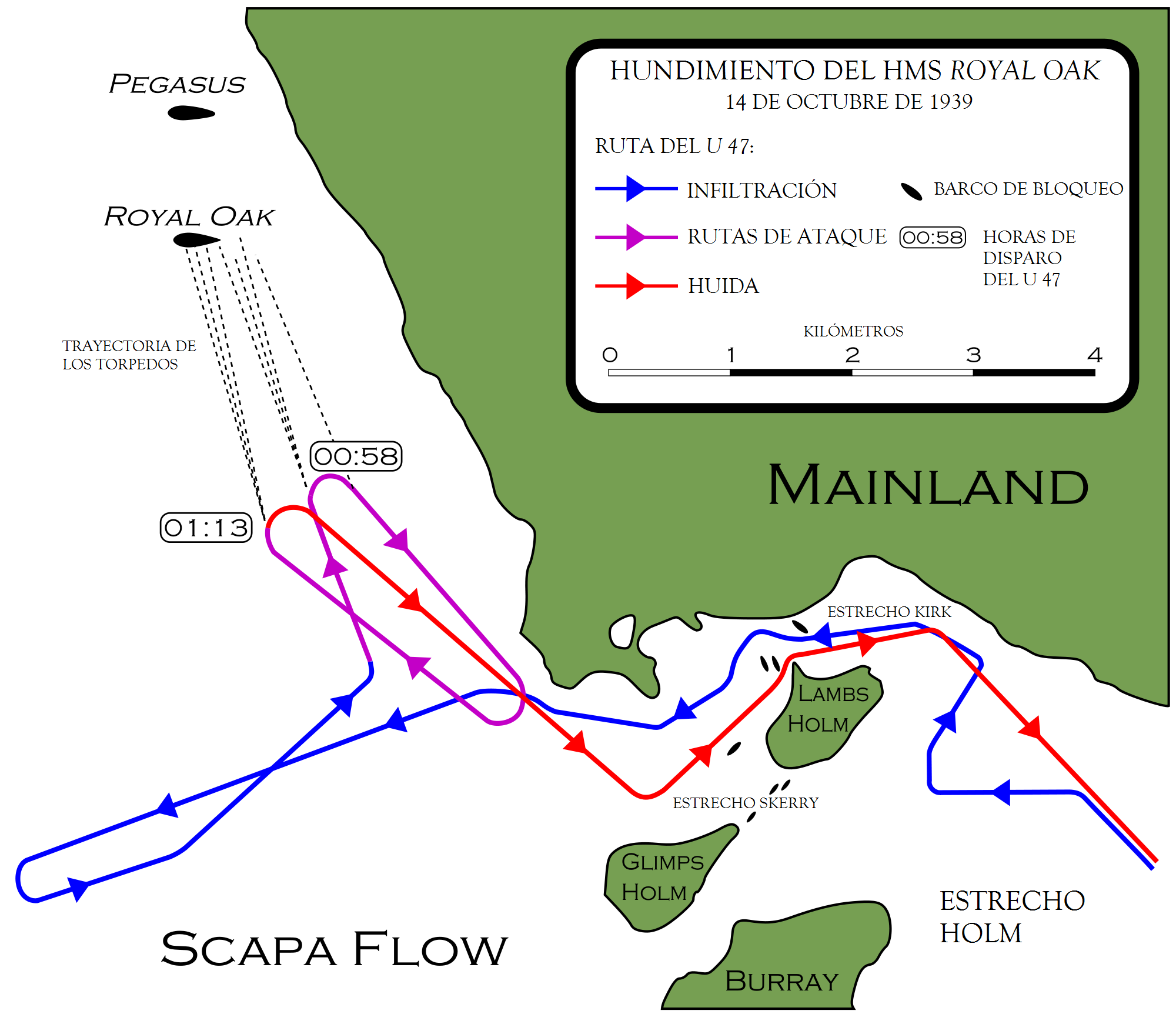
Mapa que detalla la infiltració del U 47 a Scapa Flow.

El comandant dels submarins de la Kriegsmarine, comodor Karl Dönitz, dissenyà un pla per a un atac de submarins a Scapa Flow als primers dies de la guerra. L'objectiu seria doble: en primer lloc, allunyar la Home Fleet britànica de Scapa Flow permetria afluixar el bloqueig marítim britànic al mar del Nord i així facilitar als vaixells alemanys atacar els combois de l'Atlàntic; i en segon lloc, seria un acte simbòlic de venjança al mateix lloc on la Flota d'Alta Mar alemanya va ser enfonsada el 21 de juny de 1919, després de la I Guerra Mundial. Dönitz escollí al Kapitänleutnant Günther Prien per a portar a terme aquella arriscada incursió que va ser programada per a la nit del 13 al 14 d'octubre de 1939, quan la marea seria alta i no hauria lluna. Dönitz se serví de fotografies d'alta qualitat preses durant un recent reconeixement aeri, que revelaven les febleses de les defenses i l'abundància d'objectius. Dirigí a Prien perquè Scapa Flow des de l'est a través de l'estret Kirk, passant al nord de Lamb Holm, un petit illot entre les illes Burray i Mainland.
Inicialment Prien va confondre l'estret més meridional de Skerry com la ruta correcta, i la súbita comprensió que el U-47 es dirigí a un pas baix bloquejat l'obligà a virar ràpidament al nord-est. A la superfície, il·luminat per la llum de l'Aurora boreal, el submarí passà entre els vaixells enfonsats pel bloqueig Seriano i Numidian, enredant-se momentàniament en uns cables del Seriano. Va ser il·luminat pels fars d'un taxi, però el seu conductor no donà l'alarma. A les 00:27 del 14 d'octubre, Prien havia aconseguit infiltrar-se al port correcte i anotà un triomfal «Wir sind in Scapa Flow!!!» ("Estem a Scapa Flow!!!") al seu quadern de bitàcola. Fixa rumb sud-oest durant alguns quilòmetres abans d'invertir la seva direcció. Per a la seva sorpresa, el fondejador apareixia buit, car desconeixia l'orde de l'almirall Forbes perquè les naus es dispersessin per ports més segurs. El U-47 s'havia dirigit cap a quatre vaixells de guerra, incloent el recentment comissionat creuer lleuger HMS Belfast, ancorat a alta mar a 4 milles nàutiques de les illes Flotta i Hoy, però segons sembla Prien no s'adonà de la seva presència.
En la direcció oposada, un vigia al pont del submarí va veure el Royal Oak a una 4km al nord, sent correctament identificat com un navili "classe Revenge". Parcialment amagat darrere d'ell hi havia una segona nau, però des del U-47 només era visible la seva proa. Prien el va confondre amb un creuer de batalla classe Renown, posteriorment etiquetat per la intel·ligència alemanya com el HMS Repulse. En realitat, es tractava del portahidroavions HMS Pegasus.
A les 00:58 el U-47 disparà una salva de 3 torpedes. Dos van errar l'objectiu, però l'altre impactà a la proa del Royal Oak, sacsejant el cuirassat i despertant la seva tripulació. Va rebre pocs danys visibles, tot i que l'àncora d'estribord es trencà i repiquetejà sorollosament. Inicialment se sospità que s'havia produït una explosió al magatzem d'inflamables de proa, emprat per desar-hi materials com el querosè. Conscients de l'explosió inexplicable que havia enfonsat el HMS Vanguard a Scapa Flow el 1917, s'anuncià per la megafonia que es revisés la temperatura del magatzem. Així, molts mariners van tornar a les seves hamaques, inconscients que el cuirassat estava sent atacat.
Prien va fer donar la volta al submarí i disparà un quart torpede amb el tub de popa, però aquest també es va perdre. Va fer recarregar els tubs de proa i disparà una nova salva de tres torpedes, tots contra el Royal Oak, tenint èxit en aquesta ocasió: tots ells van impactar al centre del vaixell en ràpida successió i van detonar. Les explosions van destruir la coberta blindada i van causar el tall de l'energia elèctrica. El magatzem comença a cremar i una bola de foc s'expandí ràpidament per tots els espais interns de la nau. El Royal Oak de seguida s'escorà 15º, prou per submergir els ulls de bou d'estribord. Aviat s'escorà 45° sobre un lateral, seguint així diversos minuts abans d'enfonsar-se a la 01:29, només 13 minuts després del segon atac de Prien. 833 tripulants van morir, incloent el contraalmirall Henry Blagrove, comandant de la Segona Divisió de Cuirassats. Entre els morts havia més d'un centenar de joves mariners que encara no havien complert els 18 anys, la major pèrdua en una sola acció en la història de la Royal Navy.

#### Intents de rescat
El bot Daisy 2, pilotat pel voluntari de la Reial Reserva Naval John Gatt, havia estat amarrat aquella mateixa nit al costat del Royal Oak. Quan el cuirassat començà a enfonsar-se, Gatt ordenà deixar anar les amarres del Daisy 2 per evitar que s'enfonsés amb ell.
Molts dels tripulants del cuirassat que van aconseguir saltar al mar estaven vestits amb poc més que la seva roba de dormir, de manera que no estaven preparats per resistir a les gelades aigües del mar. A més, una gruixuda capa de combustible del vaixell cobria la superfície de l'aigua, omplint pulmons i estómacs dels mariners caiguts al mar i dificultant enormement els seus esforços per surar. Dels que intentaren nedar els 800 metres que els separaven de la terra més propera, només uns pocs ho aconseguiren. Gatt va encendre els llums del Daisy 2 i es llençà al rescat dels supervivents. Amb els seus homes van aconseguir rescatar 386 mariners del Royal Oak, incloent el seu capità William Benn. Els intents de rescat van durar dues hores i mitja més, fins a les 04:00 de la matinada, quan Gatt abandonà la recerca de supervivents. Tot i que també van anar-hi bots salvavides des del Pegasus i des del mateix port, Gatt va ser el responsable de la majoria dels rescats, actes pels quals va ser condecorat amb la Creu del Servei Distingit, sent l'única condecoració atorgada a un militar britànic relacionat amb aquest succés.

## Repercussions

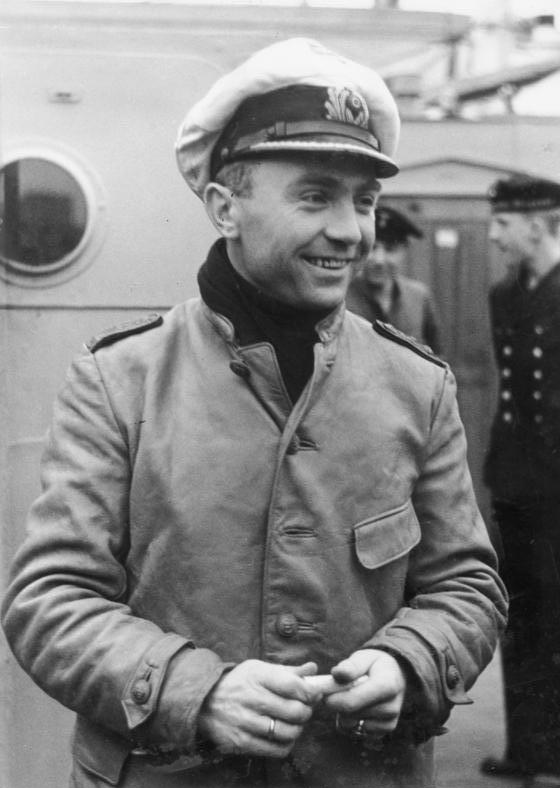
Günther Prien, comandant del U-47.

Els britànics en un inici no van tenir clar les causes del desastre, suposant que l'enfonsament es devia des de a causa d'una explosió a bord fins a un atac aeri. Un cop que semblà evident que l'atac submarí era l'explicació més plausible, es començaren a prendre mesures per a tancar el port. Però per a llavors el U-47 ja havia fugit i es trobava navegant de retorn a Alemanya. La BBC publicà la notícia de l'enfonsament a darrera hora del matí del dia 14, i les seves emissions van ser captades pels serveis d'intel·ligència alemanys i pel mateix U-47. Els bussos enviats aquell mateix matí descobriren restes d'un torpede alemany, confirmant com s'havia produït l'atac. El dia 17 el Primer Lord de l'Almirallat Winston Churchill anuncià oficialment la pèrdua del Royal Oak a la Cambra dels Comuns, reconeixent en primer lloc que l'acció havia estat una «extraordinària proesa de capacitat professional i audàcia», però declarant després que aquella pèrdua no afectaria materialment el balanç del poder naval. Una comissió d'investigació de l'Almirallat convocada entre el 18 i el 24 d'octubre hauria d'esclarir les circumstàncies del fet. Mentrestant, les naus de la Home Fleet haurien de restar en ports segurs fins que poguessin ser abordats els problemes de seguretat al port de Scapa Flow. Churchill es va veure obligat a respondre perquè el Royal Oak tenia embarcats tants menors d'edat, dels quals gairebé tots van perdre la vida. Defensà la tradició de la Royal Navy d'embarcar joves d'entre 15 i 17 anys, però aquesta pràctica va ser de mica en mica suspesa poc després d'aquesta catàstrofe i només sota circumstàncies excepcionals els menors van servir en naus de guerra en servei actiu.
El Ministeri de Propaganda alemany no va trigar gens ni mica a aprofitar aquella exitosa incursió, i les emissions del popular periodista Hans Fritzsche van encarregar-se de difondre la gesta per tota Alemanya. Günther Prien i la seva tripulació van arribar al port de Wilhemshaven el dia 17 a les 11:44 i van ser immediatament rebuts com a herois assabentant-se que el capità havia estat condecorat amb la Creu de Ferro de 1a classe i la resta de la tripulació amb la de segona classe. Adolf Hitler envià el seu avió personal per traslladar-los a tots a Berlin, on Prien va rebre la Creu de Cavaller de la Creu de Ferro. Aquesta distinció, atorgada per primera vegada a un oficial del cos de submarins, es convertiria durant el transcurs de la guerra en un element decoratiu dels comandants de submarí d'èxit. Karl Dönitz, pel seu costat, va ser promogut de Comodor a Contraalmirall i va ser nomenat Oficial en Cap dels Submarins.

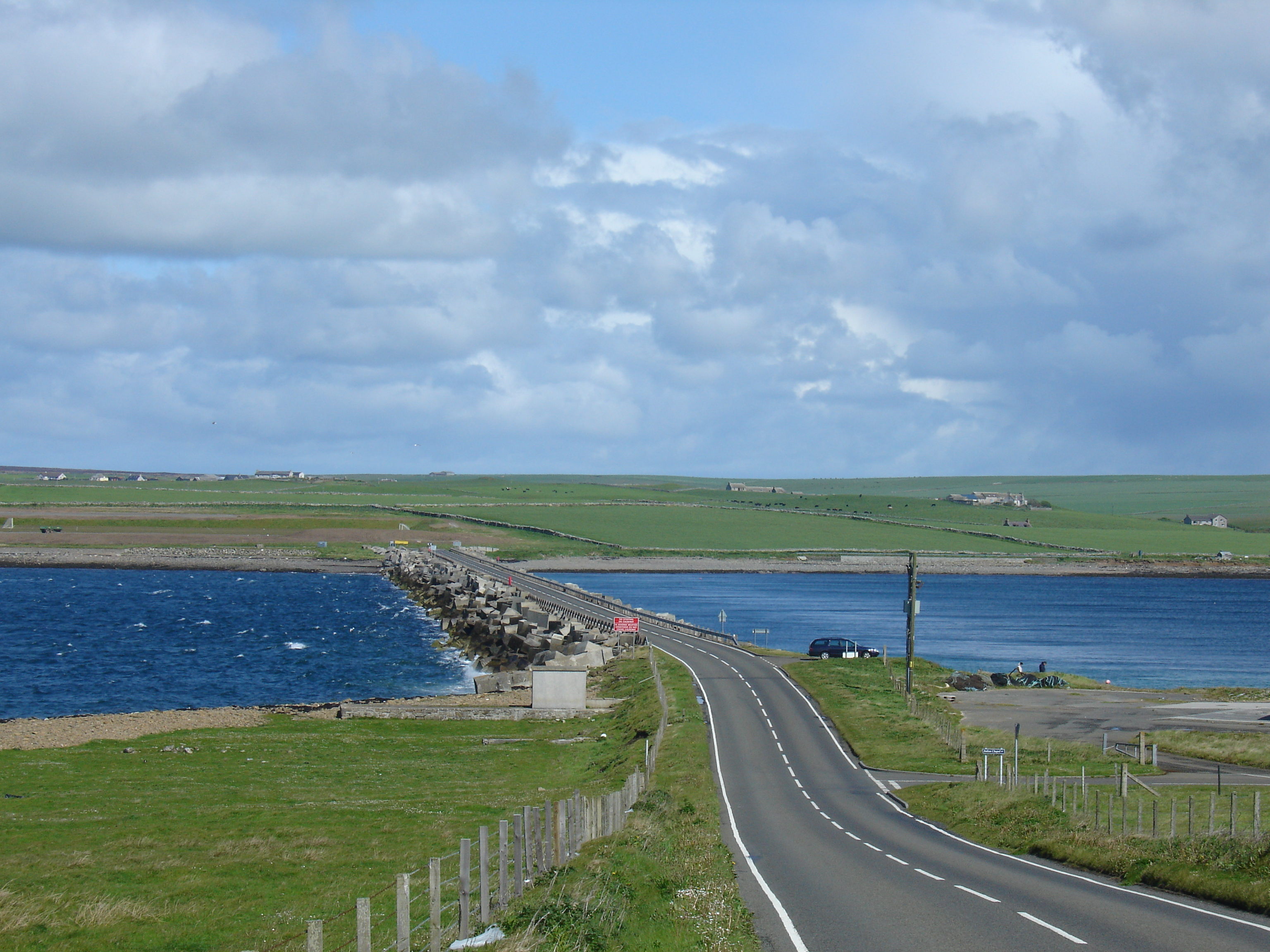
Lloc per on Prien entrà a Scapa Flow, avui tancat per la barrera que Churchill ordenà construir

Prien va rebre el sobrenom de «El Toro de Scapa Flow» (« Der Stier von Scapa Flow»), i la seva tripulació decorà la torreta del U-47 amb el dibuix d'un toro bufant, símbol que acabaria sent el de tota la 7a Flotilla de Submarins. Va ser requerit per a entrevistes a ràdio i premsa, i la seva "autobiografia" va ser publicada l'any següent sota el títol de "Mein Weg nach Scapa Flow" ("El meu camí cap a Scapa Flow"). El llibre, obra d'un negre que es dedicava al periodisme a Alemanya va ser posat en tela de judici durant els anys posteriors a la guerra per la discutible veracitat dels fets de l'octubre de 1939 que narrava.
L'informe oficial de l'Almirallat britànic condemnà les defenses de Scapa Flow i denuncià la manca de preparació de Sir Wilfred French, almirall comandant de les illes Shetland i les Orcades. French va ser inclòs a la llista de retirats, tot i que durant l'estiu anterior havia advertit de les deficients defenses anti-submarí de Scapa Flow, oferint-se voluntari per superar els vaixells de bloqueig amb un petit navili o submarí i confirmar si això era així. Per ordre de Churchill els accessos orientals a Scapa Flow van ser tancats amb carreteres de formigó, unint les illes de Lamb Holm, Glimps Holm, Burray y South Ronaldsay a Mainland. Construïdes en gran part per presoners italians, les barreres de Churchill van ser completades, com ell mateix va donar a conèixer, al setembre de 1944, tot i que no s'obriren oficialment fins al Dia de la Victòria a Europa al maig de 1945. Actualment aquestes carreteres formen part de la infraestructura viària de les illes Orcades, en concret la carretera A961.
Anys després va córrer el rumor que Prien havia estat guiat fins al port de Scapa Flow per un tal Alfred Wehring, un agent alemany que vivia a les Orcades fent-se passar per un rellotger suís anomenat Albert Oertel. Després de l'atac, "Oertel" hauria fugit a Alemanya amb el submarí B-06. Aquesta versió dels fets va ser originada per un article del periodista Curt Riess del 16 de maig de 1942, publicat a la revista estatunidenca Saturday Evening Post, i va ser adornada per altres autors. Les indagacions de la postguerra a arxius alemanys i a les Orcades no han trobat cap evidència de l'existència d'Oerte, Wehring o del submarí B-06, motius pels quals actualment la història es considera fictícia.

### Supervivents
Immediatament després de l'enfonsament, els supervivents del Royal Oak van ser allotjats a diversos pobles i viles de les Orcades. El 16 d'octubre se celebrà una desfilada fúnebre a Lyness, a la qual molts dels supervivents van haver d'anar-hi amb roba deixada i sabatilles esportives, car havien perdut les seves coses amb el vaixell. La Navy els concedí uns dies de permís abans d'assignar-los a altres vaixells.
El Secretari Honorífic de l'"Associació Royal Oak" és Kenneth Toop, que servia com a Noi Mariner al Royal Oak en el moment de l'atac. Els supervivents i els descendents dels tripulants celebren una cerimònia anual de record a l'aniversari de l'enfonsament al Naval War Memorial, a Southsea.
Günther Prien no va sobreviure a la guerra, car ell i el U-47 van desaparèixer en circumstàncies desconegudes el 7 de març de 1941 a l'Atlàntic Nord, possiblement per l'atac del destructor britànic HMS Wolverine. La notícia de la seva pèrdua va ser mantinguda en secret pel govern alemany durant 10 setmanes. Encara viuen alguns dels que formaven part de la tripulació del U-47 durant la missió contra el Royal Oak, car van ser traslladats a altres naus abans de la desaparició del submarí. Alguns es reuniren amb els seus antics enemics del Royal Oak, fent amistat entre ells.

## Les restes delRoyal Oak

### Estatus com a cementiri de guerra

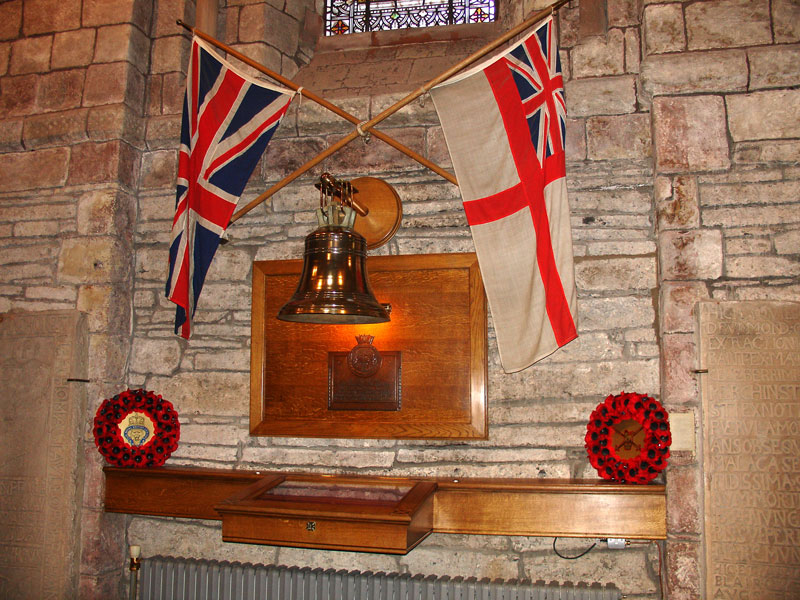
Memorial a la Catedral de Sant Magnus, amb la campana extreta del Royal Oak

Malgrat la relativa poca fondària de les aigües on va ser torpedinat el Royal Oak, una bona part dels cossos dels tripulants no va poder ser recuperada. Marcat per una boia a les coordenades 58° 55′ N, 02° 59′ O / 58.917°N,2.983°O, el naufragi va ser declarat cementiri de guerra, i tot el submarinisme va ser prohibit per la Llei de Protecció de Restes Militars de 1886. En condicions d'aigua clara, el casc es pot veure a només 5 metres sota la superfície, encara que les lletres que identificaven el nom del cuirassat van ser substretes per un submarinista que les volia com a record durant els anys 70. Aquestes van ser tornades vint anys després, i actualment s'exhibeixen al centre de visitants de Scapa Flow a Lyness, a l'illa Hoy.
L'enfonsament del Royal Oak és recordat anualment en una cerimònia en la que diversos bussos de la Royal Navy posen la seva ensenya a la popa del vaixell. A la Catedral de Sant Magnus de Kirkwall hi ha una placa commemorativa de tots els que van perdre la vida a l'atac, i a sota hi ha un llibre amb tots els noms. Les identitats de tots els morts no van ser fetes públiques pel govern fins a 40 anys després del desastre. Cada setmana es passa una pàgina del llibre. Durant els anys 70 es recuperà una campana del cuirassat i, un cop restaurada, va ser afegida al memorial de la catedral. Alguns cadàvers que no van poder ser identificats van ser enterrats al cementiri naval de Lyness.

### Qüestions medi-ambientals
El Royal Oak s'enfonsà amb gairebé 3.000 t de combustible a bord, tot i que la quantitat exacta es desconeix, car els registres van enfonsar-se amb el vaixell. El combustible que sempre s'ha anat escapant de les restes va augmentar durant la dècada de 1990 a causa de la corrosió, i la preocupació per l'impacte ambiental d'aquestes fugues portà al Ministeri de Defensa del Regne Unit a considerar plans per extreure'l. La condició de cementiri de guerra del cuirassat requereix la realització d'investigacions, i les tècniques proposades per a l'extracció del combustible han de ser molt acurades. Durant la dècada de 1950 ja es proposà reflotar les restes, però no es va portar a terme a causa de l'oposició pública. A més de les preocupacions ètiques, una mala gestió dels intents podria malmetre les restes i alliberar tot el combustible, a més del fet de l'enorme quantitat de munició sense detonar que hi ha al seu interior.
El Ministeri de Defensa britànic encarregà una sèrie de rastrejos amb sonar per a obtenir imatges de les restes i avaluar el seu estat. Els sonogrames d'alta resolució van mostrar el Royal Oak voltejat, amb la seva coberta contra el fons marí. L'extrem de la proa havia estat arrancat per un dels primers torpedes del U-47 i un enorme forat al flanc d'estribord és el resultat de la segona salva de torpedes. Després d'anys de retards, Briggs Marine va ser contractada pel Ministeri de Defensa per portar a terme el bombeig del combustible restant. La conversió per a l'ús del combustible es portà a terme durant la construcció del cuirassat situà els seus tancs de combustible en posicions poc convencionals, la qual cosa complicà les operacions. Malgrat tot, el 2006 els dipòsits de doble fons havien estat netejats i la tasca de retirar el combustible dels tancs laterals interiors amb l'ajut d'equips de tall fred començà l'any següent. El 2010 s'havien extret 1.600 tones de combustible i es declarà que ja no havia més perill que les restes vessessin més combustible a Scapa Flow, tot i que continuen les operacions per extraure el combustible que encara hi ha als tancs.